# اکرم الورافی
اکرم الورافی (انگلیسی: Akram Al-Worafi؛ زاده ۱۲ نوامبر ۱۹۸۶) یک بازیکن فوتبال اهل یمن است.
وی همچنین در تیم ملی فوتبال یمن بازی کرده است.